# قطعنامه ۱۸۴۶ شورای امنیت
قطعنامه ۱۸۴۶ شورای امنیت سازمان ملل متحد که در تاریخ ۰۲ دسامبر ۲۰۰۸ تصویب شد، سندی بین‌المللی دربارهٔ بررسی وضعیت در سومالی است. این قطعنامه طی نشست ۶۰۲۶ام با ۱۵ رای موافق، ۰ مخالف و ۰ ممتنع تصویب شد.